# Quien Sabe Glacier
Der Quien Sabe Glacier (dt. etwa „Ungewiss-Gletscher“ vom span. „quien sabe“ – „Wer weiß ...“) ist ein Gletscher an den Westhängen des Boston Peak im North Cascades National Park im US-Bundesstaat Washington. Der Gletscher ist etwa 0,60 mi (0,97 km) lang, 0,70 mi (1,13 km) breit und sein Endstück reicht von 8.400 ft (2.560 m) bis 7.200 ft (2.195 m). Der Gletscher wird durch Grate vom Sahale-Gletscher im Süden und dem viel größeren Boston-Gletscher im Norden getrennt.

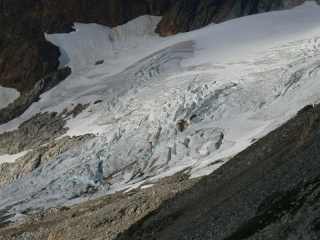
Spalten im Quien Sabe Glacier